# Anton Fomenko
Anton Alekseïevitch Fomenko (en russe : Антон Алексеевич Фоменко) est un joueur russe de volley-ball né le 11 octobre 1987. Il mesure 2,02 m et joue attaquant.

## Clubs
| Club                   | De        | À         |
| ---------------------- | --------- | --------- |
| Iskra Odintsovo        | 2006-2007 | 2006-2007 |
| CSKA Moscou            | 2007-2008 | 2007-2008 |
| Lokomotiv Belgorod     | 2008-2009 | 2010-2011 |
| Iaroslavitch Iaroslavl | 2010-2011 | 2010-2011 |
| Lokomotiv Belgorod     | 2011-2012 | ...       |

## Palmarès
- Championnat du monde des moins de 21 ans
  - Finaliste : 2007
- Championnat du monde des moins de 19 ans (1)
  - Vainqueur : 2005
- Championnat d'Europe des moins de 21 ans (1)
  - Vainqueur : 2006
- Coupe de la CEV (1)
  - Vainqueur : 2009
- Championnat de Russie (1)
  - Vainqueur : 2013
  - Finaliste : 2010
- Coupe de Russie (1)
  - Vainqueur : 2012, 2013
- Supercoupe de Russie (1)
  - Vainqueur : 2013
  - Perdant : 2010